# أوريل فاركاس
أوريل فاركاس (بالمجرية: Farkas Aurél)‏ هو رياضي ولاعب كرة قدم مجري في مركز الوسط، ولد في 31 مارس 1994 في بودابست في المجر. لعب مع Kaposvári Rákóczi FC ‏.

## وصلات خارجية
- أوريل فاركاس على موقع اتحاد المجر (الهنغارية)
- أوريل فاركاس على موقع قاعدة بيانات كرة القدم.إي يو (الإنجليزية)
- أوريل فاركاس على موقع Soccerway.com (الإنجليزية)